# Brocchinia reducta
Brocchinia reducta es una de las pocas bromelias carnívoras. Es nativa del sur de Venezuela, Brasil y Guyana, además se encuentra en suelos pobres de nutrientes.

## Descripción
B. reducta, al igual que muchas otras bromelias, forma una taza de agua que almacena en sus hojas.  Las hojas que rodean la copa de la B. reducta están cubiertas con escamas sueltas y cerosas.

## Taxonomía
Brocchinia reducta fue descrito por John Gilbert Baker  y publicado en Journal of Botany, British and Foreign 20: 331. 1882.
Etimología
Brocchinia: nombre genérico que fue otorgado en honor del naturalista italiano Giovanni Battista Brocchi.
reducta: epíteto latino 